# Klimaanlæg
Et klimaanlæg (AC eller A/C i nordamerikansk engelsk – eller HVAC i britisk, Singapore og Australsk engelsk) er et system eller en mekanisme designet til at luftkonditionere, som f.eks. kan stabilisere lufttemperatur og relativ luftfugtighed i et større lukket område. Et klimaanlæg anvendes også til at køle eller varme afhængig af lufttemperaturen. Affugtere og vandfordampere kan også være en del af et klimaanlæg.
Klimaanlæg anvendes almindeligvis i bygninger og biler, når indendørsluften f.eks. er for tør, fugtig, kold eller varm – f.eks. pga. vejret.